# Riddarholmskyrkan
A Riddarholmskyrkan (svédül: Riddarholm temploma) a svéd királyok temetkezési helye. A Riddarholmen szigeten található, közel a királyi palotához. Ma már elvesztette korábbi jelentőségét.
A templom az egyik legrégebbi Stockholmban. Az épület helyén eredetileg egy 13. században épült ferences rendi kolostor kisebb temploma állt. Ennek felhasználásával a 15. században alakították ki a mai gótikus stílusú templomot. A reformáció korában a kolostort megszüntették, egyes részeit beépítették a tovább bővített templomba, más részeit lebontották. A templom első tornyát III. János építtette. Ebbe azonban 1835. július 28-án villám csapott bele és leégett. Ezután építették fel a jelenleg meglévő tornyot.